# Attu (Grónsko)
Attu (zastarale Agto) je osada v Grónsku v kraji Qeqertalik. V roce 2017 tu žilo 200 obyvatel. Je to nejjižnější trvale osídlená osada kraje Qeqertalik.

## Doprava
Air Greenland dodává osadě vrtulníky, létající pouze v zimě a na jaře z heliportu Attu na letiště Aasiaat a heliport Kangaatsiaq. Heliporty patřící osadám u zálivu Disko jsou jedinečné v tom, že létají pouze v zimě a na jaře.
V létě a na podzim, když jsou vody v zálivu Disko sjízdné, komunikace mezi osadami je pouze po moři. Diskoline zajišťuje trajektové spojení Attu s Iginniarfikem, Ikerasaarsukem, Niaqornaarsukem a Aasiaatem.

## Počet obyvatel
Počet obyvatel Attu dlouhou dobu klesá. Attu přišlo o téměř 42% obyvatel oproti počtu obyvatel z roku 1991 a o téměř 34% oproti roku 2000.